# Anne Buijs
Anne Buijs (* 2. Dezember 1991 in Oostzaan) ist eine niederländische Volleyballspielerin.

## Karriere
Anne Buijs ist die Tochter des Volleyballtrainers Teun Buijs. Bis 2007 spielte sie bei VV Zaanstad unter der Anleitung ihres Vaters. Anschließend wechselte sie zu Martinus Amstelveen. Mit dem Verein, der 2009 zu TVC Amstelveen fusionierte, gewann sie dreimal in Folge das niederländische Double aus Meisterschaft und Pokal. In der Saison 2010/11 schaffte sie den gleichen Erfolg mit Asterix Kieldrecht in Belgien, wobei sie im Pokalfinale gegen Gent die einzige Ausländerin auf dem Spielfeld war. Von 2011 bis 2013 spielte die Nationalspielerin beim deutschen Bundesligisten Schweriner SC, wo ihr Vater ebenfalls Trainer war. 2012 und 2013 wurde Buijs mit Schwerin Deutscher Meister und gewann den DVV-Pokal. Danach wechselte sie zum italienischen Spitzenclub Yamamay Busto Arsizio. Nach einem Jahr in Italien folgte der Wechsel nach Aserbaidschan zu Lokomotiv Baku. 2015 ging Buijs in die Türkei zu Vakıfbank Güneş Sigorta İstanbul und gewann hier 2016 die nationale Meisterschaft. Anschließend wechselte sie nach Brasilien zu Rexona-Sesc Rio de Janeiro, mit dem sie 2017 die brasilianische Meisterschaft, den brasilianischen Pokal sowie die südamerikanische Klubmeisterschaft gewann. Nach einer Saison in der Türkei bei Nilüfer Belediyespor spielte Buijs 2018/19 in Italien bei Saugella Monza und gewann hier den Challenge Cup. 2019/20 war sie in der Türkei bei Türk Hava Yolları SK aktiv. Seit 2020 spielt Buijs wieder in Brasilien, wo sie mit Praia Clube Uberlândia 2021 südamerikanische Klubmeisterin wurde.
Mit der niederländischen Nationalmannschaft wurde Buijs 2015 im eigenen Land sowie 2017 in Aserbaidschan und Georgien Vizeeuropameisterin. 2016 belegte sie bei den Olympischen Spielen in Rio de Janeiro Platz vier.